# Resolució 2207 del Consell de Seguretat de les Nacions Unides
La Resolució 2007 del Consell de Seguretat de les Nacions Unides fou adoptada per unanimitat el 4 de març de 2015. La resolució va ampliar el mandat del Panel d'experts, que dona suport a les activitats del «Comitè de Sancions 1718», durant un any fins al 5 d'abril de 2016.

## Informació general
El Panell recolza el Comitè en el recull d'informació i investigació sobre Corea del Nord i els estats membres de l'ONU per trobar qualsevol violació de les sancions i embargaments comercials a Corea del Nord imposades pel Consell de Seguretat.
Sobre la base dels resultats, el Panell presenta informes anuals sobre com millorar la implementació de les sancions.
El 9 d'octubre de 2006 Corea del Nord va dur a terme la seva primera prova nuclear. El Consell de Seguretat va adoptar la Resolució 1718 sobre Corea del Nord i va establir el Comitè de Sancions de 1718 que havia de donar suport i supervisar els estats membres de les Nacions Unides per a la implementació eficient de la resolució i dissenyar objectius de sanció.
El Panel ha donat suport al Comitè de Sancions 1718, tot i que es va establir d'acord amb la Resolució 1874 de 2009.
A través de la Resolució 2207, el Consell de Seguretat va prorrogar el mandat del Panel per un any fins al 5 d'abril de 2016 i va demanar al Panel remetre al Comitè un informe final complet, que contingués els resultats i recomanacions per any, el 5 de febrer de 2016 i també al Consell de Seguretat abans del 7 de març de 2016.

## Antecedents
La Resolució 2207 del Consell de Seguretat de l'ONU es va aprovar per unanimitat, amb els objectius principals de supervisió de les sancions a Corea del Nord i la millora de l'aplicació pels membres de l'ONU, ja que Corea del Nord continuava les provocacions militars iles transaccions il·lícites, mentre que evitava tàcticament les sancions existents.
Segons la Veu d'Amèrica (VOA), el Comitè de Sancions 1718, també conegut com el Comitè de sancions contra Corea del Nord, indicava en el seu informe anual, "Hi ha informes de 29 casos en que Corea del Nord ha violat suposadament les sancions del Consell de Seguretat de l'ONU contra Corea del Nord en 2014" .
Es va dir que la majoria dels casos estaven relacionats amb el llançament de míssils balístics de curt abast. Quan Corea del Nord va llançar míssils al febrer-març i juny-juliol del 2016, es va informar dels incidents com a sospites de violació per sis països i set països, respectivament. El març de 2014, es va rebre una carta afirmant que Corea del Nord intentava vendre articles objectiu de sancions. El Comitè va rebre informació addicional sobre el la reclamació al setembre de 2014.
Segons un informe del Panel d'Experts del 26 de febrer de 2015, Ocean Maritime Management (OMM), una empresa de transport nord-coreana que figurava en els objectius de sancions per estar inclosa en transferència il·lícita d'armes, estava evitant sancions canviant els noms dels seus vaixells.
A més, Corea del Nord va llançar dos míssils balístics de curt abast, presumiblement míssils Scud, al mar de l'Est, el 2 de març de 2015, quan tenien lloc les maniobres Key Resolve.
En resum, com que Corea del Nord va repetir les provocacions militars i transaccions il·legals mentre evitava les sancions, el Consell de Seguretat va aprovar la Resolució 2207 per estendre la pròrroga del mandat del Panel per supervisar la implementació de les sancions pels estats de l'ONU i imposar sancions sancions més pràctiques contra Corea del Nord.

## Importància
L'extensió del mandat del Panel d'Experts que supervisava les activitats del Comitè de Sancions 1718, que es va decidir en la resolució 2207 aprovada pel Consell de Seguretat, ha exercit un impacte considerable en les sancions a Corea del Nord de la comunitat internacional.
El Panel va presentar el seu informe definitiu al Consell de Seguretat el 3 de febrer de 2016, en el qual el Panel va recomanar al Comitè afegir a la llista de sancions les entitats objectiu "El Departament de la Indústria de Subministraments Militars (Departament d'Indústria de Municions) del Comitè Central del Partit dels Treballadors de Corea" i "L'Administració Nacional del Desenvolupament Aeroespacial" implicada en "activitats de suport relatives als programes nuclears i de míssils de la RPDC".
El Panel també recomanava afegir a la llista de sancions a particulars com Bak Do-Chun (ex secretari de municions del Partit dels treballadors), Ri Man-Gon (ministre del Departament d'Indústria de les Municions), i Ri Byong-Chul (cap del Departament d'Indústria de Municions).
Aquestes activitats del Panel han contribuït substancialment a la inclusió de sancions integrals i sancions addicionals a les persones i entitats en la Resolució 2270 que va ser aprovada pel Consell de Seguretat el 2 de març de 2016, després que Corea del Nord va dur a terme la seva quarta prova nuclear el 6 de gener i un llançament de míssils de gran abast, o un llançament de satèl·lit segons va afirmar el 7 de febrer de 2016.
Mentrestant, quatre membres del Panell van visitar Corea del Sud de l'11 al 15 de juliol de 2016, on van mantenir discussions amb el govern de Corea del Sud sobre mesures per millorar l'aplicació de les sancions de Corea del Nord.
Es va informar que ambdues parts van intercanviar opinions sobre les violacions de Corea del Nord de les sancions del Consell de Seguretat i mesures adoptades per la comunitat internacional. Les parts, en particular, sabien que havien discutit el tema en profunditat, ja que Corea del Nord va disparar un míssil balístic submarí (SLBM) el 9 de juliol de 2016, violant les sancions.